# Pumilocaris
Pumilocaris is een geslacht van uitgestorven kreeftachtigen uit de klasse van de Malacostraca (hogere kreeftachtigen).

## Soorten
- Pumilocaris acuta (Bulman, 1931) †
- Pumilocaris granulosus Racheboeuf, Vannier & Ortega, 2000 †
- Pumilocaris salina (Ruedemann, 1916) †